# Achaia
För den romerska provinsen, se Achaea.
Achaia är en grekisk regiondel (perifereiakí enótita), till 2010 en prefektur, på nordkusten av Peloponnesos, i regionen Västra Grekland, vid Korintiska viken. Regiondelen har cirka 331 316 invånare (2005) och huvudstaden är Patras. Den totala ytan på regiondelen är 3 271 km².
Regiondelen är indelad i fem kommuner. Perfekturen var innan 2011 indelad i 23 kommuner.

- Dimos Aigialeia
- Dimos Erymanthos
- Dimos Kalavryta
- Dimos Patras
- Dimos West Achaea

## Historia
Se även Akajer, Achaiska förbundet, Achaea och Furstendömet Achaea.
Under förhistorisk tid beboddes Achaia först av jonerna och kallades då Aigialeia, men det togs sedan i besittning av achaierna och fick efter dem namnet Achaia. Det var då delat mellan tolv städer, som bildade ett statsförbund, det akaiska eller achaiska förbundet. De främsta av dessa städer var Aigion och Helike.